# Alfred Marshall
Alfred Marshall, född 26 juli 1842 i Bermondsey, London, död 13 juli 1924 i Cambridge, var en brittisk nationalekonom. Han var en av sin tids mest inflytelserika nationalekonomer och hans verk Principles of Economics (1890), ger teorierna om utbud och efterfrågan, marginalnytta och produktionskostnader en helhet. Boken blev den mest dominerande inom ekonomi under en lång period efter dess publicering.

## Biografi

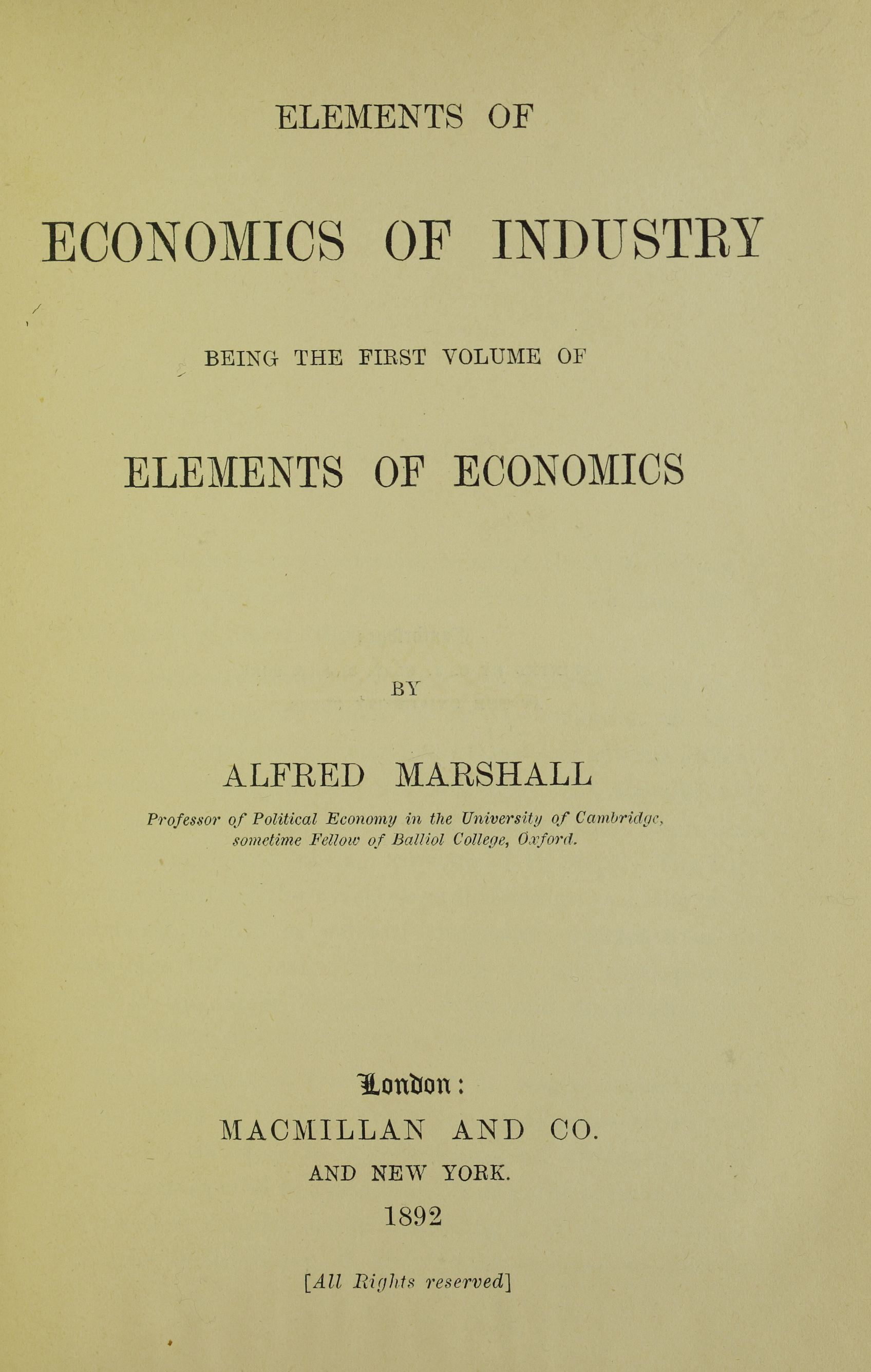
Elements of economics of industry, 1892

Marshall blev 1868 föreläsare i moralvetenskap vid Cambridges universitet, 1877 rektor för University College i Bristol, verkade 1884-85 som föreläsare i nationalekonomi i Oxford och innehade 1885-1908 professur i nationalekonomi vid Cambridges universitet. Han var ledamot av 1891 års arbetarkommitté. 
Marshall utgav bland annat Economics of Industry (i samarbete med sin fru, 1879, flera upplagor), standardverket Principles of Economics (band I, 1890; sjätte upplagan 1910), Elements of Economics (band I, 1892; fjärde upplagan 1908, ett sammandrag av "Principles"), The New Cambridge Curriculum in Economics (1903), Memorandum on the Fiscal Policy of International Trade (1908, ett parlamentariskt "white paper"). Bland hans tidskriftsartiklar märks Social Possibilities of Economic Chivalry (i "Economic Journal", 1907; referat av Gustaf Steffen i "England och demokratismen", 1909). 
Marshall övergripande syfte var att på grundval av klassiska skolan bygga upp ett universellt ekonomiskt lärosystem. Han följde främst den deduktiva metoden, men samtidigt tillerkände han induktionen en så gott som jämbördig roll. Värdet utgör centralpunkten i hans lärosystem; ingen nationalekonomisk författare torde före honom ha så konsekvent och harmoniskt spunnit sin framställning kring värdeteorin. I fråga om värdets bestämmande intog han en mellanställning mellan David Ricardo och den klassiska produktionskostnadsteorin samt William Stanley Jevons med dennes marginalnytteteorin. Produktionskostnadsprincipen och gränsnytteprincipen är för honom beståndsdelar av en och samma, alltbehärskande lag om tillgång och efterfrågan. I överensstämmelse med denna ståndpunkt utvecklade han sin prisbildningslära, som innefattar en skarpt och noggrant genomförd analys av tillgång och efterfrågan, samt karakteriserar resultatet av dessa båda funktioners förhållande till varandra under dels långa, dels korta perioder. I detta sammanhang utformade han, i viss anslutning till de klassiska nationalekonomerna, de två begreppen marknadsvärde – vid den tillfälliga jämvikten mellan tillgång och efterfrågan – samt normalvärde – vid den stabila jämvikten mellan normal tillgång och normal efterfrågan, till vilket jämviktstillstånd marknadens rörelser tänks i längden sträva. 
En huvudpunkt i Marshalls värdelära är, att en nyttighets värde med tiden tenderar att överensstämma med dess produktionskostnad, det är gränskostnad eller kostnaden för det alster, som det nätt och jämnt lönar sig att producera för det väntade priset. Denna gränsprodukts (normal-) pris upplöser sig i – likaledes som normala tänkta – betalningar till de medverkande produktionsfaktorerna, vilkas gränsbruk och gränseffektivitet därvidlag måste beaktas. Prisbildnings- och fördelningsproblemen är sålunda för Marshall ett oskiljaktigt helt. Satsen om att jordräntan ej ingår i produktionskostnaderna modifieras och kompletterades av Marshall, som väsentligt vidgade räntebegreppet: överskottsinkomst från andra källor än naturens fria gåvor är quasi-rent, och "konsumentränta" eller "konsumenternas överskott" kallas skillnaden mellan det pris, som en person betalar för en nyttighet, och det, som han skulle varit villig att betala hellre än att vara den förutan. 
Marshall betraktade arbetarens förvärvade färdigheter som kapital, ansåg att det kostbaraste kapitalet var det i människan nedlagda, och han intog en, även etiskt betonad, socialreformatorisk hållning, som lade synnerlig vikt vid ungdomens fostran och arbetarnas industriella höjande. Mot fackföreningsväsendet ställde han sig, i stort sett, sympatisk, likaledes mot kooperationen. I tullfrågan var han anhängare av frihandel, särskilt beträffande Storbritannien. Han var hedersdoktor vid flera universitet och invaldes 1911 som utländsk ledamot av Kungliga Vetenskapsakademien.